# Passacaglia i fuga c-moll
Passacaglia i fuga c-moll, BWV 582 – utwór organowy J.S. Bacha skomponowany około 1716 roku.
Pierwotnie utwór ten przeznaczony był do wykonania na klawesyn z pedałem.

## Cechy charakterystyczne utworu
W utworze temat muzyczny został zapisany dla najniższego głosu, jednak głos ten niekiedy ustępuje i temat przenosi się w górne rejestry, a czasem nawet skacze między głosami lub jest zawarty w harmonii. W utworze znajdują się misterne kontrapunkty, w otoczeniu których główny temat pojawia się aż 21 razy.